# Чорноглазівські дуби
Чорногла́зівські дуби́ — ботанічна пам'ятка природи місцевого значення в Україні. Об'єкт природно-заповідного фонду Харківської області.
Розташована в місті Харків, на Чорноглазівській вулиці, 11.
Площа 0,15 га. Створено рішенням облвиконкому від 3 грудня 1984 року № 562. Перебуває у віданні Протитубдиспансера № 1.
Статус надано для збереження 2-х дубів черешчатих віком від 160 до 260 років.

## Галерея

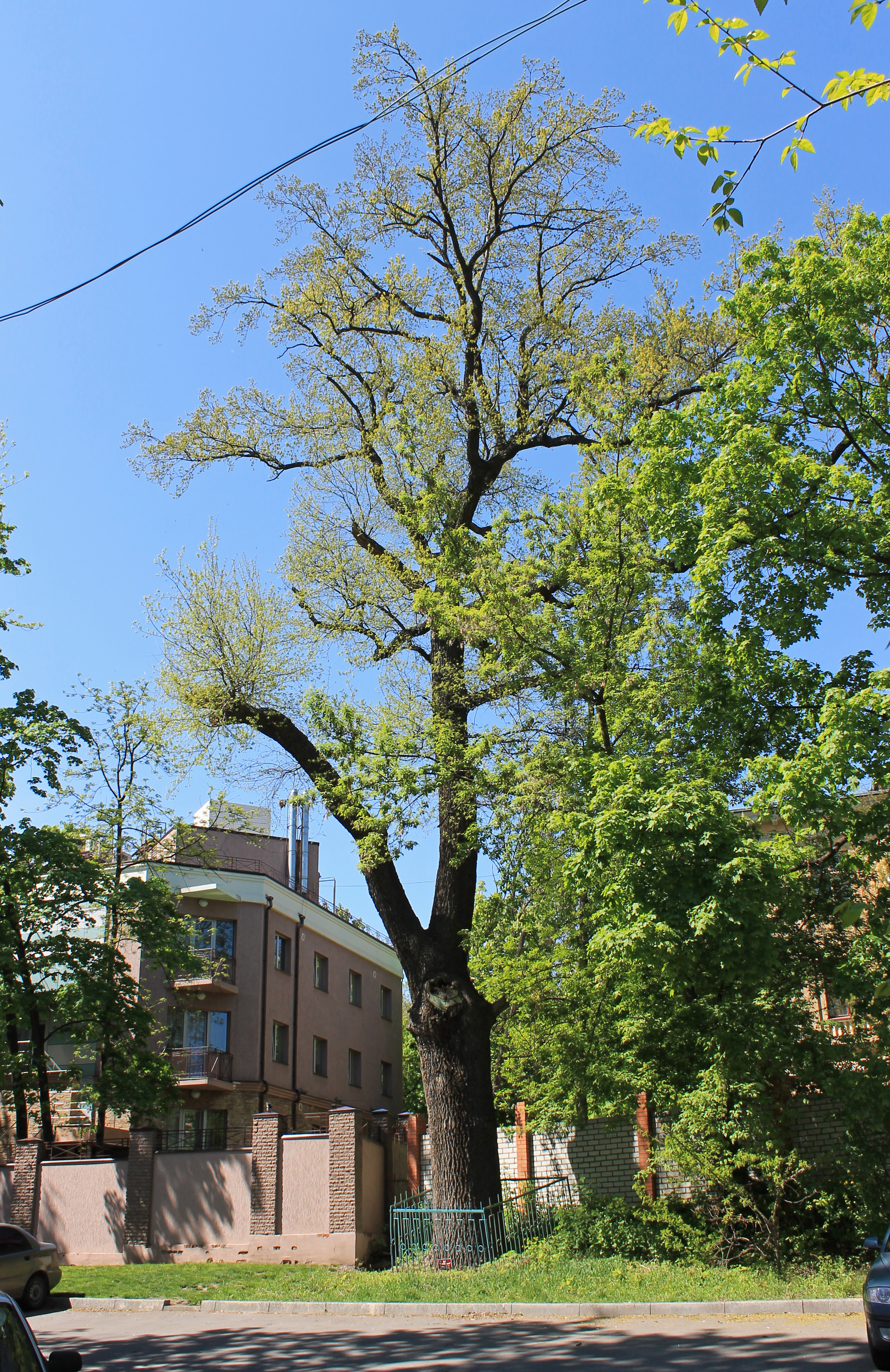
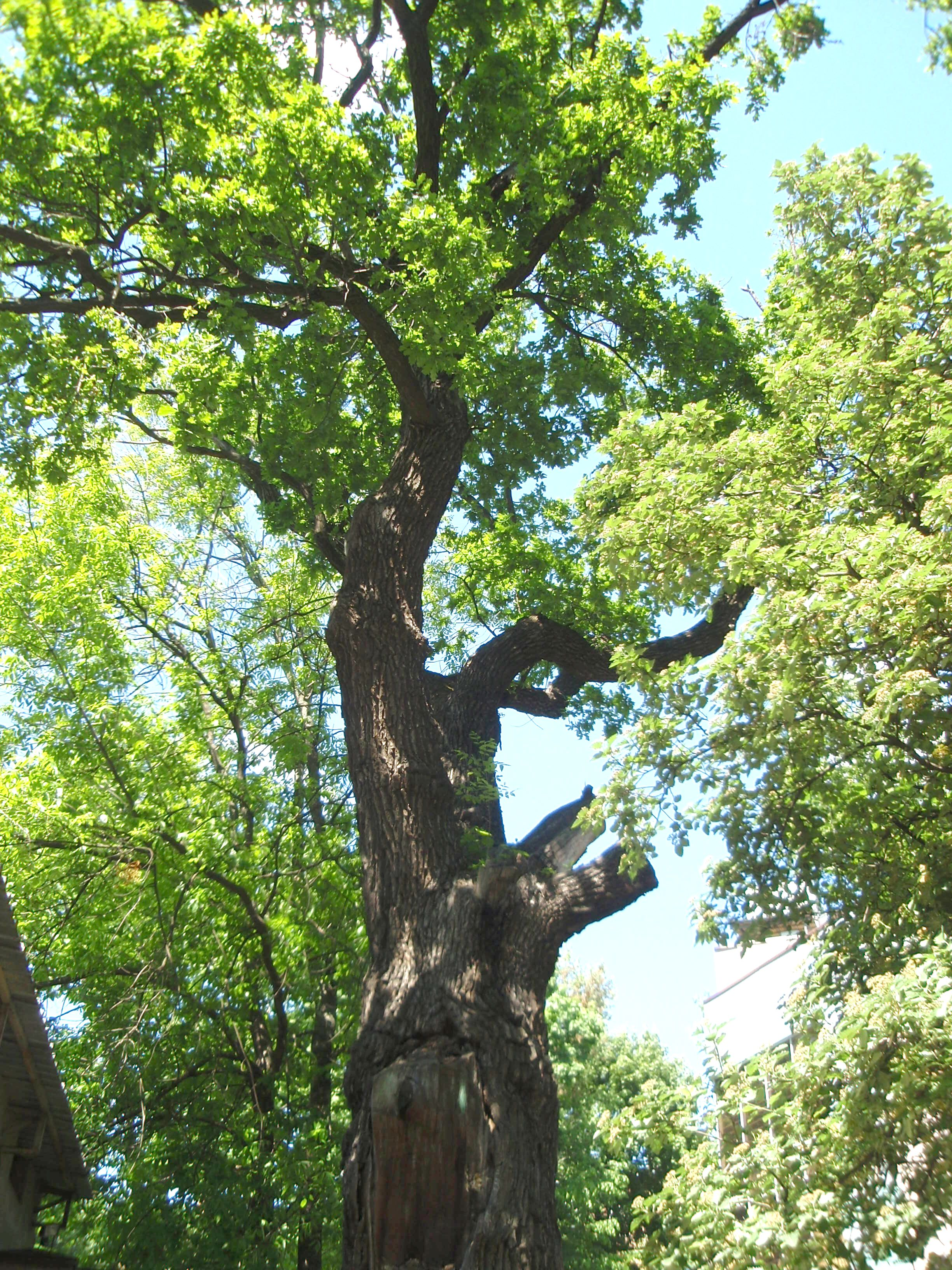